# Quod nunquam
Quod nunquam è un'enciclica di papa Pio IX, pubblicata il 5 febbraio 1875, scritta all'Episcopato prussiano per deplorare le leggi antiecclesiastiche attuate dal cancelliere Otto von Bismarck che ostacolano la libertà e i diritti della Chiesa cattolica.